# عبدالله جوادی آملی

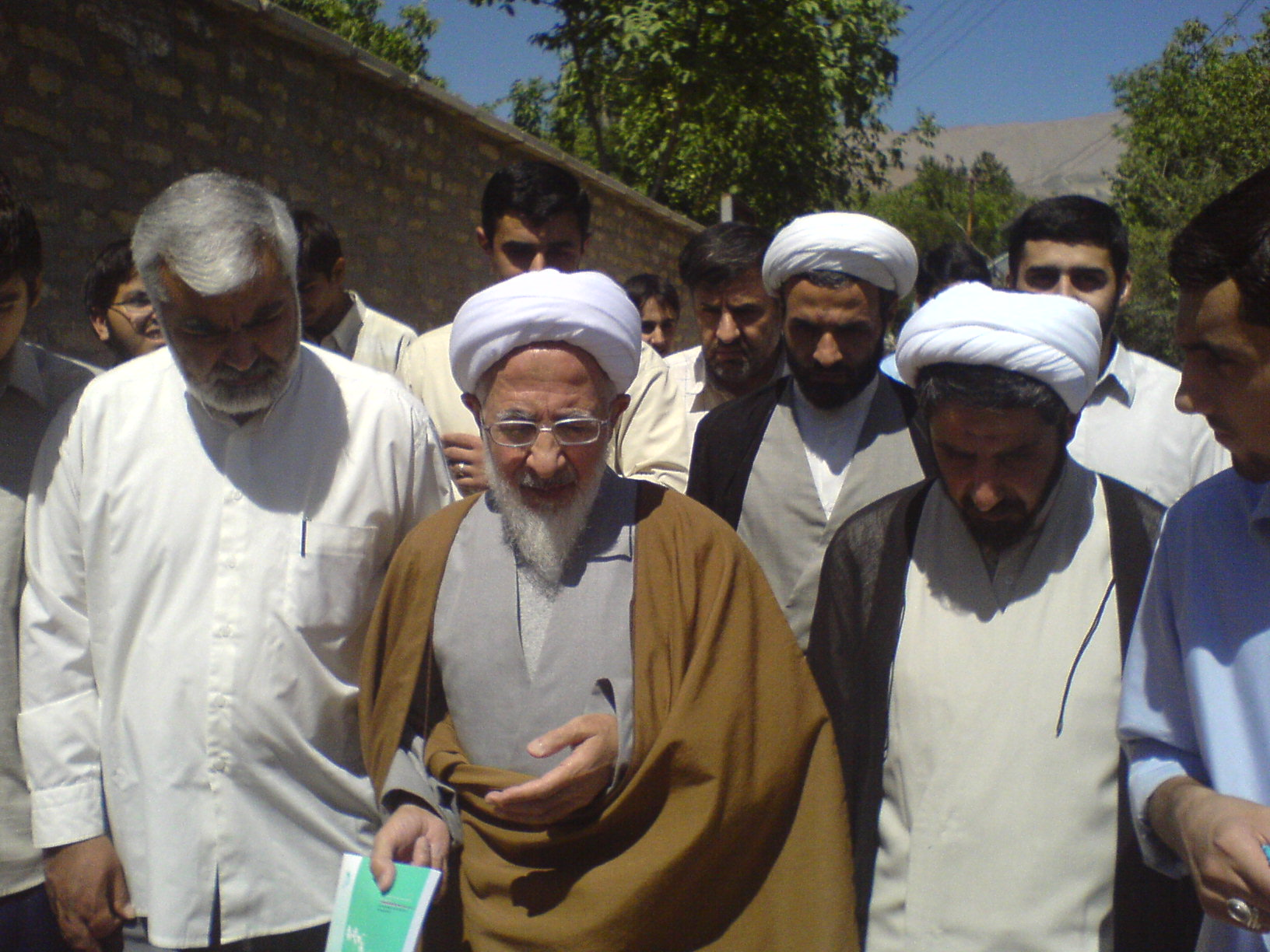
عبدالله جوادی آملی در دماوند: از ابتدای تابستان با تعطیلی حوزه علمیه طبق معمول هر سال در محله «احمدآباد» شهرستان دماوند به‌سر می‌برد و در آنجا ضمن ملاقات‌ها و سخنرانی‌های متعدد، کلاس‌های درس اخلاق نیز برپا می‌دارد.

آیت‌الله عبدالله جوادی آملی (زادهٔ ۱۵ اردیبهشت ۱۳۱۲) فقیه، فیلسوف، عارف، مفسر قرآن و عضو جامعهٔ مدرسین و از مراجع تقلید شیعه و ایرانی است.
او سابقه عضویت مجلس خبرگان قانون اساسی، جامعهٔ مدرسین، مجلس خبرگان رهبری، شورای عالی قضایی را داشته و سال‌ها یکی از امامان جمعه موقت قم بوده است.
او به عنوان یکی از بزرگ‌ترین منتقدان نظام بانکداری در ایران شناخته می‌شود. همچنین به گفته او بر طبق آیهٔ ۱۵ سورهٔ جن، کسی که اختلاس می‌کند، بر اثر قسطی (انحراف از حقی) که انجام می‌دهد، خود را به هیزم جهنم تبدیل می‌کند.

## زندگی
وی در سال ۱۳۱۲ در شهر آمل به دنیا آمد. پدرش ابوالحسن واعظ جوادی آملی از علمای آمل بود.

## تحصیل
جوادی آملی پس از پایان ششم ابتدایی، در سال ۱۳۲۵ وارد حوزه علمیه آمل شد. در آنجا ادبیات، شرح لمعه، قوانین، شرایع، آمالی شیخ صدوق و سایر کتب سطح را از استادانی چون ابوالقاسم فرسیو، محمد غروی، عزیزالله طبرسی، آقا ضیاء آملی، احمد اعتمادی، ابوالقاسم رجایی، شعبان نوری و پدرش میرزا ابوالحسن جوادی آموخت. پس از آن مدت کوتاهی به حوزه علمیه مشهد رفت ولی در آنجا ماندگار نشد.
در سال ۱۳۲۹ به تهران رفت و با راهنمایی محمدتقی آملی، تحصیلات خود را در مدرسه مروی ادامه داد. در آنجا رسائل و مکاسب را از اسماعیل جاپلقی، سید عباس فشارکی و محمدرضا محقق فرا گرفت و از دروس هیئت، طبیعیات اشارات، بخش‌هایی از اسفار و شرح منظومه علامه شعرانی بهره برد. تفسیر قرآن، بخشی از شرح منظومه، بخش‌های الهیات و عرفان اشارات و مبحث نفس اسفار را از مهدی الهی قمشه‌ای استفاده کرده و شرح فصوص‌الحکم را از فاضل تونی و درس خارج فقه و اصول را از محمدتقی آملی آموخت.
در سال ۱۳۳۴ با تشویق محمدتقی آملی، برای تکمیل تحصیلات به حوزه علمیه قم کوچ کرد. در آنجا مدتی از درس خارج فقه سید حسین طباطبایی بروجردی استفاده کرد و بیش از دوازده سال در درس خارج فقه سیدمحمدمحقّق داماد و حدود هفت سال در درس خارج اصول سید روح‌الله خمینی حضور یافت. وی همچنین حدود پنج سال در درس خارج میرزا هاشم آملی شرکت کرد. از همان ابتدای ورود به قم، رابطه خود را با فیلسوف و مفسر قرآن، سید محمدحسین طباطبایی آغاز کرد که این ارتباط تا پایان عمر وی ادامه یافت. برخی از دروسی که از او آموخت، عبارت است از: بخش‌های نفس و معاد اسفار، درس خارج اسفار، الهیّات و برهان شفا، تمهیدالقواعد، علم حدیث، تفسیر قرآن کریم، شرح اشعار حافظ، تطبیق فلسفه شرق و غرب و بررسی فلسفه‌های مادی.

## فعالیت‌ها و تدریس
پس از اتمام تحصیلات، فعالیت‌های وی بر تدریس و نشر معارف الهی متمرکز گردید و در سطوح و دوره‌های مختلف، شرح اشارات، شرح تجرید، شرح منظومه، شواهد الربوبیة، التحصیل، شفا، دوره کامل اسفار، تمهید القواعد، شرح فصوص الحکم، مصباح الأنس، درس خارج فقه، تفسیر موضوعی قرآن، تفسیر ترتیبی قرآن را تدریس نمود. اکنون نیز درس‌های تفسیر قرآن، خارج فقه و خارج اسفار وی ادامه دارد.
وی مؤسسه تحقیقاتی و نشر اسراء را به منظور پژوهش در رشته‌های مختلف علوم اسلامی و پاسخ گویی به شبهات موجود در اسلام در سال ۱۳۷۲ تأسیس کرده است. کمیسیون ملی یونسکو در ایران با ارسال نامه و تندیس جشنواره فارابی از مقام علمی جوادی آملی تقدیر کرد.
بنیاد علمی و فرهنگی بوعلی سینا نیز در جشنواره بین‌المللی حکمت سینوی، نشان حکمت را به پاس یک عمر فعالیت در فلسفه اسلامی به وی اهدا کرد. سیدحسین نصر، میکلوس ماروت، علی‌اکبر ولایتی و سید هادی خسروشاهی از دیگر برگزیدگان این جایزه بودند.

## دیدارها
در سال‌های اخیر در ایران، برونو لاتور نظریه‌پرداز و فیلسوف فرانسوی، دانشجویان دانشگاه هارتفورد آمریکا، رئیس دانشگاه مونستر، عمران نزار حسین فیلسوف توباگویی، شیخ الهلالی مفتی کل استرالیا، امیل کنستانتینسکو رئیس‌جمهور سابق رومانی، مونسینیور آندره آتا رئیس سازمان زیارت و گردشگری واتیکان، استادان و اعضای مرکز اسلامی هامبورگ، عبدالعزیز ساچادینا استاد مطالعات مذهبی دانشگاه ویرجینیا، مارتی آهتیساری رئیس‌جمهور سابق فنلاند، رئیس و استادان دانشگاه ژنو، استادان و دانشجویان دانشگاه دویسبورگ و کریستین مولر معاون سابق وزارت امور خارجه آلمان به دیدار جوادی آملی رفته‌اند.

## فعالیت‌ها و مواضع سیاسی

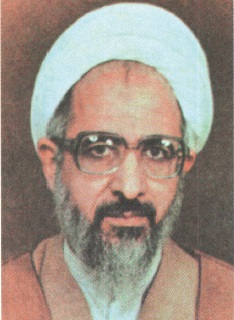
جوادی آملی در مجلس خبرگان قانون اساسی

جوادی آملی پس از پیروزی انقلاب ایران، در سال ۱۳۵۹ ه‍.خ (برابر ۱۹۸۰ م) به عنوان یکی از سه عضو انتخابی شورای عالی قضایی از سوی قضات کشور برگزیده شد و در آن نهادِ حکومتی تهیه پیش‌نویس لوایح قضایی را بر عهده گرفت.
همچنین طی حکمی از سوی روح‌الله خمینی عهده‌دار مسئولیت دادگاه انقلاب شهر آمل شد. در انتخابات مجلس خبرگان رهبری در دور اول و دوم نیز از سوی مردم استان مازندران به نمایندگی آن مجلس برگزیده شد.
وی سفرهای برون مرزی متعددی به کشورهای آمریکا، اسپانیا، ایتالیا، فرانسه، انگلستان، آلمان، سوئیس، اتریش، اتحاد جماهیر شوروی سابق و سوریه و لبنان داشته که مهم‌ترین آن‌ها سفر به مسکو در سال ۱۳۶۷ شمسی مطابق ۱۹۸۸ میلادی برای ارائه نامه سید روح‌الله خمینی رهبر ایران به میخائیل گورباچف رهبر شوروی، بود و همچنین سفر او به نیویورک در سال ۱۳۷۹ شمسی مطابق ۲۰۰۰ میلادی برای ارائه پیام سید علی خامنه‌ای رهبر ایران به نشست هزارهٔ ادیان و دیدار وی با کشیش‌ها، راهبان بودایی و مسیحیان در اروپا بود.
صریح‌ترین موضع‌گیری سیاسی وی، حمایت از نامزدی علی‌اکبر ناطق نوری در انتخابات ریاست‌جمهوری ۱۳۷۶ بود که با شکست کاندیدای مورد حمایت او همراه شد. این اتفاق در انتخابات ریاست‌جمهوری ۱۳۸۴ نیز تکرار شد و جوادی آملی در آن سال از نامزدی اکبر هاشمی رفسنجانی حمایت کرد که با حضور و واکنش معترضانه بعضی طلاب هوادار احمدی‌نژاد در جلسات درسی مسجد وی و شعار حامیان وی در نماز جمعه علیه جوادی آملی همراه شد. به نقل شاگردان نزدیکش، او آن زمان با اشاره به احمدی‌نژاد گفته بود: «وی را چنان بالا خواهند برد که طغیان خواهد کرد».
جوادی آملی پس از اعلام نتایج انتخابات ریاست جمهوری ایران در سال ۱۳۸۸ برای محمود احمدی‌نژاد پیام تبریک ارسال نکرد. موضع او در این باره واکنش برخی طلاب طرفدار احمدی‌نژاد را در پی داشت. او هرچند معمولاً موضع‌گیری‌های چشمگیر سیاسی نداشت، ولی در دوران ریاست‌جمهوری احمدی‌نژاد، ماجرای هاله نور احمدی‌نژاد، نام جوادی آملی را دوباره بر سر زبان‌ها انداخت.
وی در زمینه سلاح‌های هسته‌ای در بهمن ماه ۱۳۹۲، در قالب پیامی تصویری گفت که پیام رسمی دین است که سلاح کشتار جمعی نباید تولید شود، یک، و آن‌ها که تولید کردند باید محو کنند، دو.
وی همچنین انتشار تصاویر کاریکاتوری از محمد پیامبر اسلام را در بیانیه‌ای محکوم کرد و از آن به عنوان «جاهلیت مدرن» نام برد.
او در ۶ اردیبهشت ۱۳۹۷ در دیدار با علی ربیعی وزیر تعاون، کار و رفاه اجتماعی، با اشاره به وجود مشکلات در کشور گفت:«بدانیم که اگر با وجود این مشکلات ملت قیام کند همه ما را به دریا خواهد ریخت به همین جهت حواس‌تان باشد.» او همچنین «بی‌عدالتی‌ها و بی‌عرضگی‌های برخی مسئولان» را قابل تحمل ندانست.
جوادی آملی در ۱۹ اردیبهشت ۱۳۹۵ در دیدار محمدرضا عارف و جمعی از نمایندگان منتخب مجلس مطالبی دربارهٔ نقش مردم در جامعه، وظایف مسئولان و جایگاه رهبری مطرح کرد و در توضیح بحثی پیرامون غیرت دینی و جلوگیری از نفوذ بیگانه با بیان اینکه «کسانی که راه نفوذ بیگانگان را در فضای اقتصادی یا سیاسی به‌روی کشور می‌گشایند، از غیرت اقتصادی یا سیاسی برخوردار نیستند»، چنین افرادی را «دیوث» نامید. به دنبال برداشت‌هایی که از این واژه صورت گرفت، دفتر جوادی آملی طی اطلاعیه‌ای به توضیح پیرامون کاربرد واژه «دیوث» و «دیاثت» در فقه شیعه پرداخت. در این اطلاعیه گفته شد که در فقه شیعه برای «دیوث» یعنی مرد بی‌غیرتی که مردان بیگانه را بر همسرش وارد می‌کند، احکام مختلفی بیان شده است. در کشور ایران نیز با وجود منابع غنی بسیار، واردات برخی کالاها که در کشور امکان تولید آن وجود دارد، سوء مدیریت و در برخی موارد بی‌غیرتی است که از آن تعبیر به «دیاثت» شده است.

## استعفاء از امامت جمعه
جوادی آملی در نماز جمعهٔ ۶ آذر ۱۳۸۸ خورشیدی، کناره‌گیری خود از امامت جمعه شهر قم را اعلام کرد و پس از جلال‌الدین طاهری و محیی‌الدین حائری شیرازی سومین امام جمعه مشهور در تاریخ جمهوری اسلامی ایران شد که از مقام خود استعفاء می‌داد.

## دیدگاه‌ها و مواضع

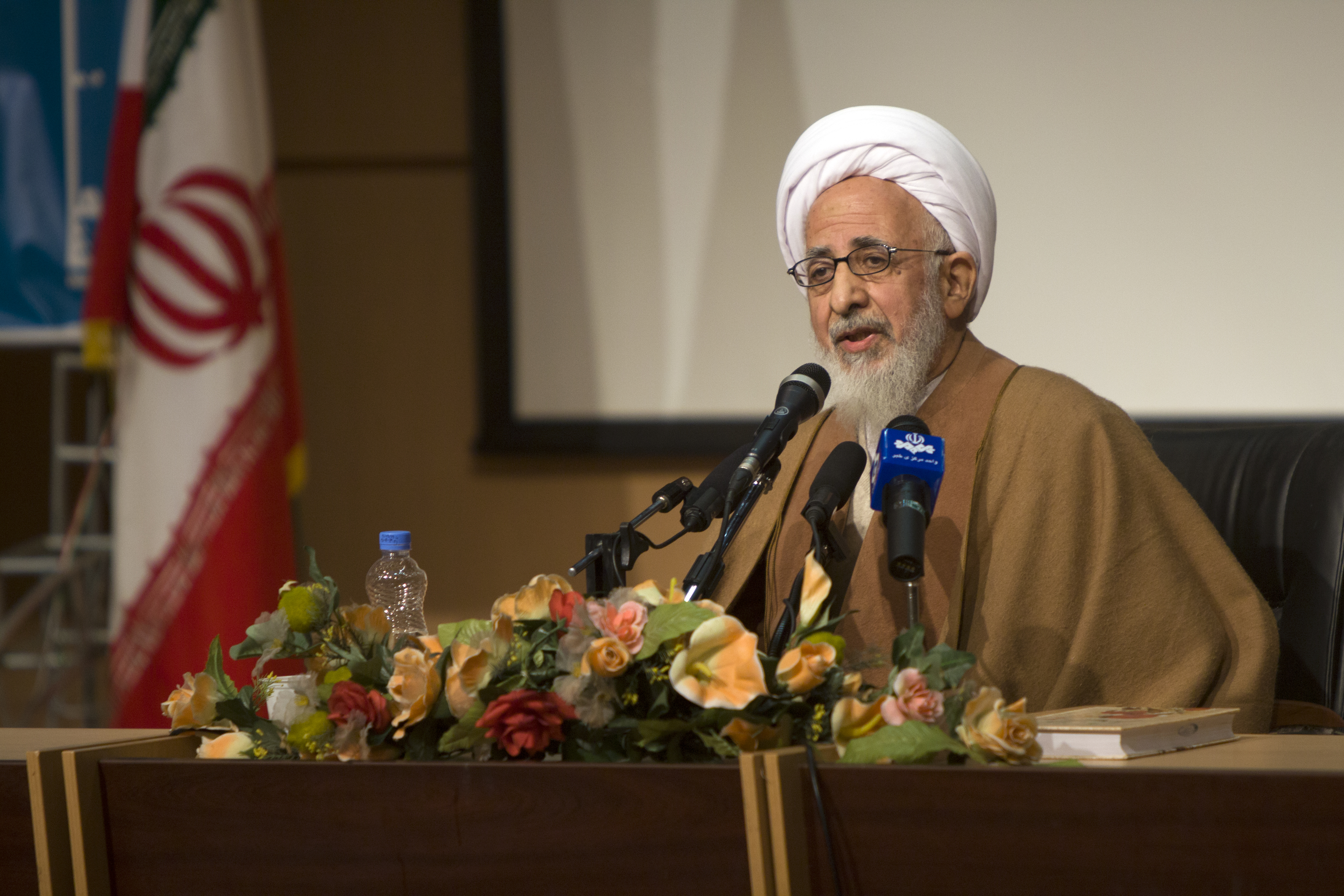
عبدالله جوادی آملی، در حال سخنرانی

### دیدگاه دینی
از دیدگاه عبدالله جوادی آملی، عقل در مقابل دین نیست؛ چراغ دین است و از سوی دیگر، می‌توان از آن به منظور فهم آموزه‌های اعتقادی، اخلاقی، قوانین فقهی و حقوقی دین بهره‌گیری نمود.
«بنده از ادامه حضور در نماز جمعه و اقامه نماز معذورم. ائمه جمعه اگر نتوانند به مسئولیت عمل کند، نزد خداوند مسئول خواهد بود. خداوند فرموده است که اگر مردم مشکلی داشتند، به نماز پناه برده و مشکل خود را برطرف کنند. مردم صدها مشکل دارند که باید این را امام جمعه بیان کند و اگر بیان کرد و مشکل مردم رفع شد، نشانه این است که خوب بیان کرده، اما اگر مشکل مردم رفع نشد، امام جمعه نتوانسته است مطلب را خوب بیان کند.»

### دیدگاه فرهنگی

#### تمجید از فردوسی
جوادی آملی در اختتامیه نخستین جایزه ملی داستان‌های حماسی با اشاره به این موضوع که گریه کردن نمی‌تواند مشکل مملکت و جامعه ایران را حل نماید، متذکر شد:
«جای مرحوم فردوسی در اینجا خالی است و باید شعرایی مانند ایشان تربیت کنیم. فردوسی حکیم بود، ادیب بود، نام‌آور بود و کاری کرد که شرف ایران در آن وجود دارد.»

### انتقاد از بانکداری و ربا در ایران
جوادی آملی به عنوان یکی از بزرگ‌ترین منتقدان سیستم بانکداری در ایران شناخته می‌شود. و بارها به موضوع ربوی بودن برخی فعالیت‌ها در بانک‌ها تحت عنوان بانکداری اسلامی اعتراض کرده است. سخنرانی همراه با بغض و اشک وی در کلاس درس خارج در مورد ربا بازتاب‌های گسترده‌ای داشت.
جوادی آملی در سال ۱۳۹۴ در دیدار با رئیس اتاق اصناف ایران با انتقاد از وضعیت نظام بانکی گفت: در این زمینه مکرر به مسئولان گوشزد شده است اما باید گفت که وقتی کسی وامی را با نرخ سود ۲۰ درصد یا ۲۵ درصد دریافت می‌کند، به‌دنبال این خواهد بود که از آن ۳۰ درصد سود عاید خود کند. وی پیش از این در سال ۱۳۹۱ در دیدار با رئیس مجلس شورای اسلامی گفت: در حال حاضر ۸۰ درصد مردم با ربا و سودهای کلانی که بانک‌ها دریافت می‌کنند سروکار دارند. وی در انتقادهای دیگر خود در ۱۴ دی ۱۳۹۵ گفت: بانک‌های ربوی خون مردم را می‌مکند.

### انتقاد از ابراز شادی مرگ ملک عبدالله
جوادی آملی پس از درگذشت ملک عبدالله بن عبدالعزیز، حاکم عربستان، در دیدار سفیر ایران در نقد واکنش برخی از رسانه‌ها نسبت به مرگ وی، بیان کرد:«در جهان اسلام اگر کار دست کسانی باشد که از تبار عقل هستند امور حل می‌شود، اما اگر کار به‌دست کسانی باشد که به تعبیر قرآن از قوم لایعلم هستند، مشکل حل نمی‌شود. در سمت ما نیز ابراز شادی در مرگ افراد، چه ضرورتی دارد؛ این رفتار نه واجب است و نه مستحب؛ برای چه باید عواطف یک عده را جریحه دار کرد؟ علی‌الخصوص که حجاج ما برای انجام فریضه حج باید به این کشور سفر کنند.»

### انتقاد از شرایط کشور و حمایت از معترضان
جوادی آملی در سال ۱۳۹۷ در دیدار با رئیس مجلس گفت:«آن که روسری خود را بر سر چوب می‌کند، با قرآن مخالف نیست، بلکه با این شرایط کشور مخالف است. پیغمبر فرمود، کشوری که مشکل مالی داشته باشد، دینش در خطر است، ثروت جامعه باید در دست عموم مردم باشد.»

### انتقاد از طب اسلامی
در ۱۱ دی ۱۳۹۸ ویدئویی از جوادی آملی منتشر شد که وی به انتقاد از طب اسلامی و مدعیان آن همچون عباس تبریزیان می‌پردازد. جوادی آملی در این مورد گفته است:«کدام طب نبوی؟ با چند تا روایت که ۹۵ درصد آن تأیید نشده است.»

### انتقاد صریح از روحانیون
اعتمادآنلاین به نقل از محسن غرویان در مورد سخنان جوادی آملی در یک جلسه خصوصی نوشت:«ایشان خطاب به علما، روحانیون و همچنین مدرسین فرمودند: باید با بحث روز و علوم جدید آشنا باشید و همچنین دربارهٔ مکاتب فکری، سیاسی و عقیدتی روز جهان اطلاعات کافی را به دست بیاورید. همچنین به جمع حاضر فرمودند که باید کانت، هایدگر و دکارت بخوانید تا با زاویه دید اروپای غربی و شرقی و آمریکا آشنا باشید. شما که نه با فرهنگ جهان و نه با زبان‌های انگلیسی، فرانسوی، آلمانی و ژاپنی آشنایی ندارید، چه فایده‌ای برای امام زمان دارید و چطور سربازی هستید که ابزار لازم را برای تبلیغ ندارید.»

### انتقاد از سوء مدیریت و حمایت از مذاکرات
جوادی آملی ۱۸ آذر ۱۴۰۰ در دیدار با وزیر امور خارجه گفت: مذاکره با جهان، یک فکر جهانی لازم دارد. ما از جهان جدا نیستیم، چه بخواهیم و چه نخواهیم باید با آن‌ها مذاکره کنیم و با آن‌ها دست بدهیم، اما بعد از آن حتماً باید انگشتان خود را بشماریم. کدام خطر بود که مردم سینه سپر نکردند؟ کجا لازم به فداکاری و ایثار بود که این مردم دریغ کرده باشند؟ مردم، این کشور را با خون حفظ کردند؛ لیاقت این مردم نه آن قراردادهای عوامانه است و نه این اختلاس و سوءمدیریت‌ها و حقوق‌های نجومی؛ لذا داخل را هم باید محترم بشماریم و با متفکران داخلی و صاحب‌نظران مشورت کنیم، این سابقه عظیم تاریخی و این فکرها را باید قدر بدانیم و از آنها استفاده کنیم.

### انتقاد از بی‌عرضگی مسئولان
جوادی آملی در دیدار با معاون رئیس‌جمهور خطاب به مسئولان گفت: کارمندی که رشوه بگیرد وقتی به مقام بالاتری برسد اختلاس می‌کند. معنایی ندارد ادارات دولتی برای راه انداختن کار مردم پول بگیرند، این کار وظیفه آنهاست. خیلی بدیهی است که در کشور نباید اختلاس و حقوق‌های نجومی باشد، فهم این مسئله نیاز به سواد خاصی ندارد. در کشور بودجه‌های فراوانی هست، اما اختلاس هم فراوان است. برخی از کشورهای اروپایی به اندازه یک استان ما هم نیستند اما با گل فروشی اقتصاد خود را اداره می‌کنند، اما کشور ما با داشتن این همه امکانات از قبیل نفت و معادن، بی عرضگی برخی مدیران جلوی پیشرفت آن را گرفته است.

### نظر دربارهٔ طرح صیانت
جوادی آملی معتقد است که اگر واقعاً ما آدم‌های درستی باشیم ترسی نداریم که فضای مجازی چه چیزی را می‌خواهند منتشر کند. به گزارش ایسنا، آیت‌الله جوادی آملی در توییتی دربارهٔ طرح صیانت از حقوق کاربران در فضای مجازی و ساماندهی پیام رسان‌های اجتماعی بعد از تصویب آن نوشت: اگر واقعاً ما آدم‌های درستی باشیم ترسی نداریم که فضای مجازی چه چیزی را می‌خواهند منتشر کند.

### موضع دربارهٔ درآمدهای مردم و خام فروشی نفت و گاز و تاریخ ایران
جوادی آملی در ۲۶ آبان ۱۴۰۲ در دیدار وزیر نفت با وی دربارهٔ نفت و گاز گفت: نفت و گاز سرمایه ملی کشور و باید است و باید برای نسل بعد هم باقی بماند. ایران یک کشور بزرگ بوده و هست، ما ایرانی‌ها بزرگ‌زاده‌ایم، هم تاریخ داریم و هم جغرافیا، ما تاریخ و اصالت داریم، در تاریخ ایران بزرگان و عالمانی بودند که تولید را با علم هماهنگ کردند و ما نیز باید تولید را با علم هماهنگ کرده و از خام فروشی نفت و گاز پرهیز کنیم چراکه اینها سرمایه ملی هستند و سرمایه فروشی خیانت به کشور است، نباید تنها با فروش نفت و گاز کشور را اداره کنیم، باید این‌ها را به خدمت تولید درآوریم. وی با اشاره به نامه امیرالمؤمنین به مالک اشتر بیان داشت: امیرالمؤمنین در نامه خود به مالک اشتر می‌نویسد که ای مالک! شنیدی که گفتند نماز ستون دین است، بدان که این مردم نیز ستون دین هستند، ستون سیاست وحکومت هستند و اگر این ستون آسیب ببیند نگهداری از حکومت سخت خواهد بود. این مردم در جنگ هشت ساله دفاع مقدس به میدان آمدند و در صف مقدم بودند، شهید دادند، جانباز دادند و جلوی دشمن را گرفتند و از کشور خود دفاع کردند و لذا الان مسوولان نیز باید تمام تلاش خود را انجام دهند تا مردم آسیبی نبینند. کلمات در زبان عربی دارای بار معنایی خاص هست، مثلاً ما در فارسی به کسی که جیبش خالی است می‌گوییم گدا و این بار علمی ندارد، اما قرآن می‌گوید فقیر؛ و فقیر به معنای این است که ستون فقراتش شکسته است، همچنان‌که مسکین نیز به معنای کسی است که قدرت حرکت ندارد، چنین شخصی قدرت قیام ندارد و لذا ملت اگر بخواهد بایستد باید جیبش پر باشد کیفش پر باشد. ملتی که جیبش خالی است کیفش خالی است ایستاده نیست، این افتاده است. این گدا نیست این فقیر است فقیر یعنی ستون فقراتش شکسته است.

### مخالفت بالایحه عفاف و حجاب
آملی در تیر ۱۴۰۳ با قانون عفاف و حجاب مخالفت کرد و گفت: مسائلی مانند حجاب و امثال آن با با بگیر و ببند حل نمی‌شود، با ادب و عدل حل می شود.

## آثار و تالیفات

### اصول فقه
- تحریر الاصول

### تفسیر ترتیبی قرآن
جوادی آملی صاحب تفسیر تسنیم، یکی از بزرگ‌ترین تفاسیر جهان اسلام است. که در ۸۰ جلد منتشر شده است.

### تفسیر موضوعی قرآن
- قرآن در قرآن
- توحید در قرآن
- وحی و نبوت در قرآن
- معاد در قرآن (۲ جلد)
- سیره پیامبران در قرآن (۲ جلد)
- سیره رسول اکرم در قرآن (۲ جلد)
- مبادی اخلاق در قرآن
- مراحل اخلاق در قرآن
- فطرت در قرآن
- معرفت‌شناسی در قرآن
- صورت و سیرت انسان در قرآن
- حیات حقیقی انسان در قرآن
- هدایت در قرآن
- جامعه در قرآن
- ادب توحیدی انبیاء در قرآن
- تفسیر انسان به انسان

### عترت و عرفان
- ادب فنای مقربان (شرح زیارت جامعه کبیره) (۱۲ جلد)، در حدیث و عرفان
- الحماسه و العرفان
- امام مهدی موجود موعود: در عرفان ولایی
- تجلی ولایت در آیه تطهیر
- حکمت علوی
- حکمت نظری و عملی در نهج البلاغه
- حماسه و عرفان: در عرفان ولایی
- حیات عارفانه امام علی «علیه السلام»: در عرفان ولایی
- دنیاشناسی و دنیاگرایی در نهج البلاغه
- شکوفایی عقل در پرتو نهضت حسینی
- شمیم ولایت
- ظهور ولایت در صحنه غدیر
- عصاره خلقت
- عید ولایت
- علی «علیه السلام» مظهر اسمای حسنای الهی: در عرفان ولایی
- قرآن در کلام امام علی «علیه السلام»
- کوثر کربلا
- گنجور عشق
- مراثی اهل بیت
- نسیم اندیشه
- وحدت جوامع در نهج البلاغه
- ولایت در قرآن
- ولایت علوی
- «سَلُونِی قَبْلَ أَنْ تَفْقِدُونِی»، تفسیر نهج البلاغه است.[۵۴]

### فلسفه
- رحیق مختوم (شرح حکمت متعالیه ۳۶ جلد تا کنون)
- فلسفه صدرا
- فلسفه حقوق بشر
- تبیین براهین اثبات خدا
- علی بن موسی الرضا «علیه السلام» و الفلسفة الالهیة
- فلسفه زیارت
- حق و تکلیف در اسلام
- منزلت عقل در هندسه معرفت دینی
- شمس الوحی تبریزی (سیره علمی علامه طباطبایی)

### کلام جدید
- انتظار بشر از دین
- نسبت دین و دنیا (بررسی و نقد نظریه سکولاریسم)
- دین‌شناسی
- شریعت در آیینه معرفت

### کلام قدیم
- ولایت فقیه (ولایت فقاهت و عدالت)

### فقه
- توضیح المسائل به همراه استفتائات
- کتاب الخمس
- استفتائات
- کتاب الحج (۴ جلد)
- الوحی و النبوه

### حقوق اجتماعی
- سروش هدایت (۵ جلد)
- سرچشمه اندیشه (۶ جلد)
- بنیان مرصوص امام خمینی
- نسیم اندیشه (۲ جلد)
- اسلام و محیط زیست
- منبع الفکر

### معارف
- صهبای حج
- جرعه‌ای از صهبای حج
- رازهای نماز
- قرآن حکیم از منظر امام رضا
- حکمت عبادات
- زن در آیینه جمال و جلال
- نزاهت قرآن از تحریف
- حکمت نظری و عملی در نهج البلاغه

### عرفانی
- توحید ربوبی
- توحید عبادی
- زن در اسلام
- عین النضاخ (تحریر تمهید القواعد ابن ترکه)

### حدیث
- مفاتیح‌الحیات: در حدیث و اخلاق رفتاری